# Eueides
Genre
Le genre Eueides regroupe des insectes lépidoptères de la famille des Nymphalidae, de la sous-famille des Heliconiinae, et de la tribu des Heliconiini.

## Caractéristiques
Les Eueides résident comme les Heliconius dans la forêt tropicale du sud du Mexique au Brésil. Les deux genres se ressemblent beaucoup mais les Eueides sont moins grands que les Heliconius et leurs antennes sont plus courtes.

## Répartition
Ils résident en Amérique, dans sa partie tropicale et subtropicale, du Mexique au Brésil.

## Systématique
- Le genre Eueides a été décrit par l'entomologiste allemand Jakob Hübner en 1816[1].
- L'espèce type pour le genre est Eueides isabella.

### Synonymes
- Mechanitis (Illiger, 1807) Attention le genre Mechanitis (Fabricius, 1807) existe.
- Eieides (Hübner, 1821) [2]
- Eisides (Hübner, 1825)[3].
- Semelia (Doubleday, 1845)
- Eurides (Doubleday, 1847) [4]
- Evides (Agassiz, 1847)[5]
- Semelia (Erichson, 1849)
- Eveides (Boisduval, 1870)[6]
- Semelia (Boisduval, 1870) [7]
- Eisides (Scudder, 1882)[8]
- Euides (Davis, 1928) [9]

### Taxinomie
Liste des espèces
- Eueides aliphera (Godart, 1819) ; du sud du Mexique au Brésil

Trois sous espèces
- Eueides emsleyi Brown, 1976 ;
  - Eueides emsleyi en Colombie.
  - Eueides emsleyi ssp en Équateur.
- Eueides heliconioides C. et R. Felder, 1861 ; en Colombie et en Équateur.
  - Eueides heliconioides heliconioides au Pérou et en Bolivie.
  - Eueides heliconioides eanes Hewitson, 1861 ; au Pérou.
  - Eueides heliconioides koenigi H. & R. Holzinger, 1993 ; au Pérou.
- Eueides isabella (Stoll, [1781])

douze sous-espèces
- Eueides lampeto Bates, 1862

sept sous-espèces
- Eueides libitina Staudinger, 1885

deux sous-espèces
- Eueides lineata Salvin & Godman, 1868 ; au Mexique, Guatemala et à Panama.
- Eueides lybia (Fabricius, 1775) présent au Nicaragua et dans le bassin amazonien.

six sous-espèces
- Eueides pavana Ménétriés, 1857 ; au Brésil et en Colombie.
- Eueides procula Doubleday, [1847]
  - Eueides procula  procula ; au Venezuela.
  - Eueides procula asidia Schaus, 1920 ; au Guatemala.
  - Eueides procula browni H. et R. Holzinger, 1974 ; au Venezuela.
  - Eueides procula edias Hewitson, 1861 ; en Colombie,Équateur et au Venezuela.
  - Eueides procula eurysaces Hewitson, 1864 ; en Équateur.
  - Eueides procula kuenowii Dewitz, 1877 ; en Colombie.
  - Eueides procula vulgiformis Butler et Druce, 1872 ; au Costa Rica et au Guatemala.
- Eueides tales (Cramer, [1775])

douze sous-espèces
- Eueides vibilia (Godart, 1819) du Mexique au Brésil.

six sous-espèces

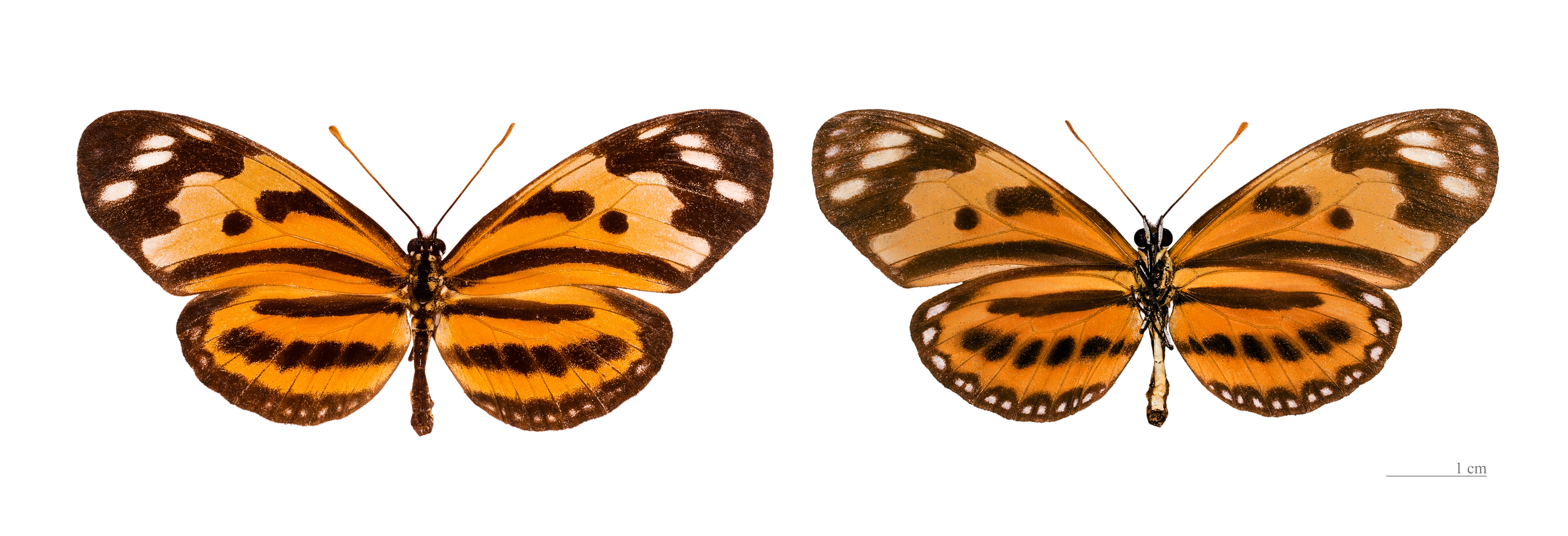
Eueides isabella
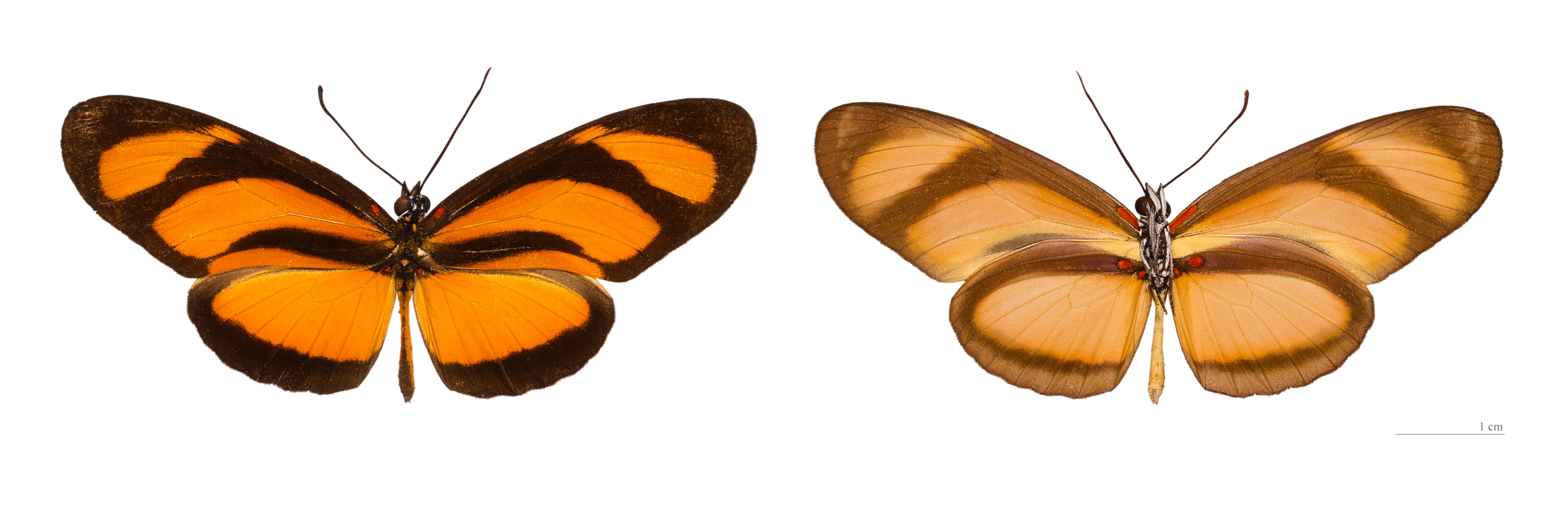
Eueides lybia
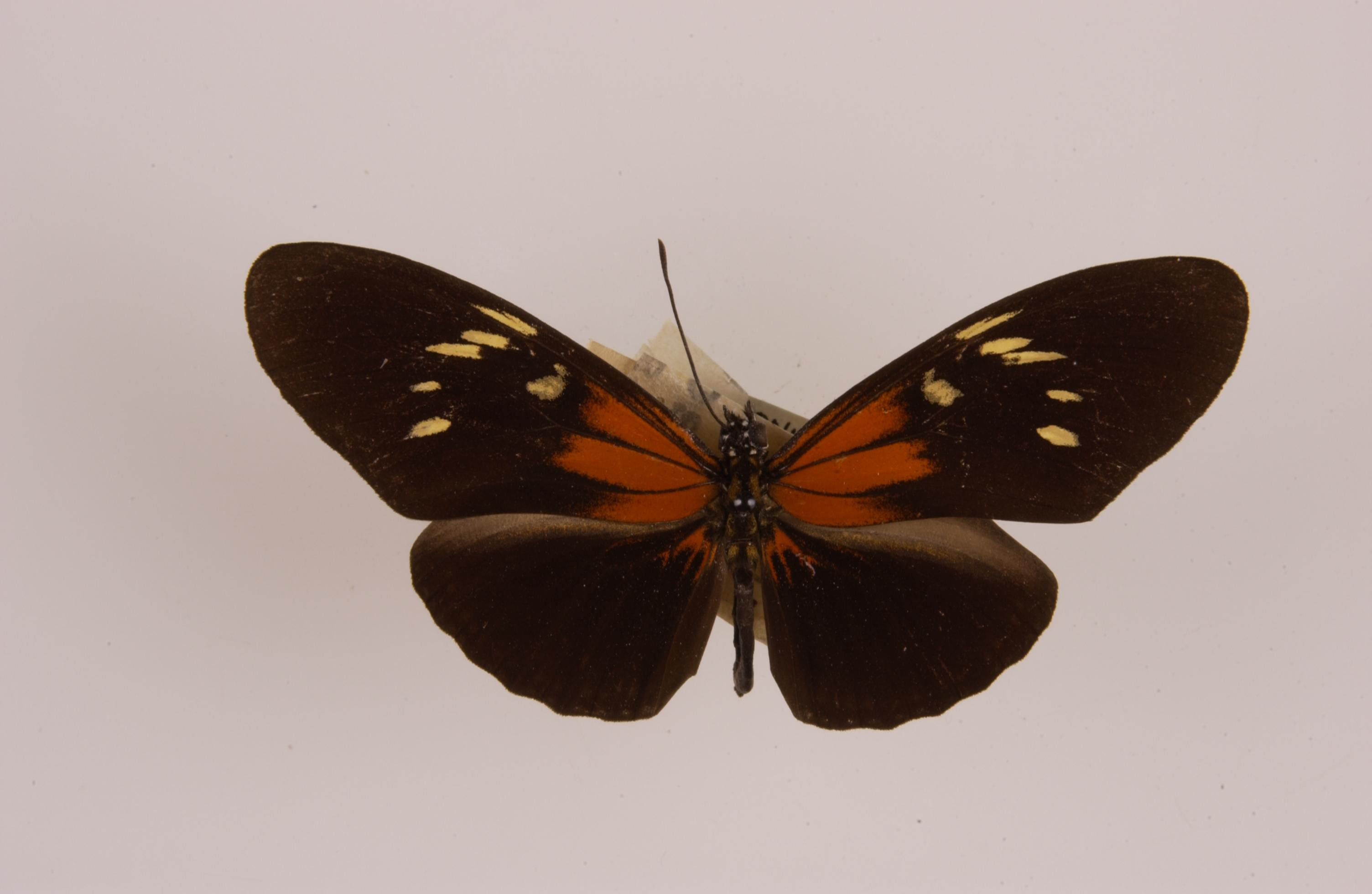
Eueides tales
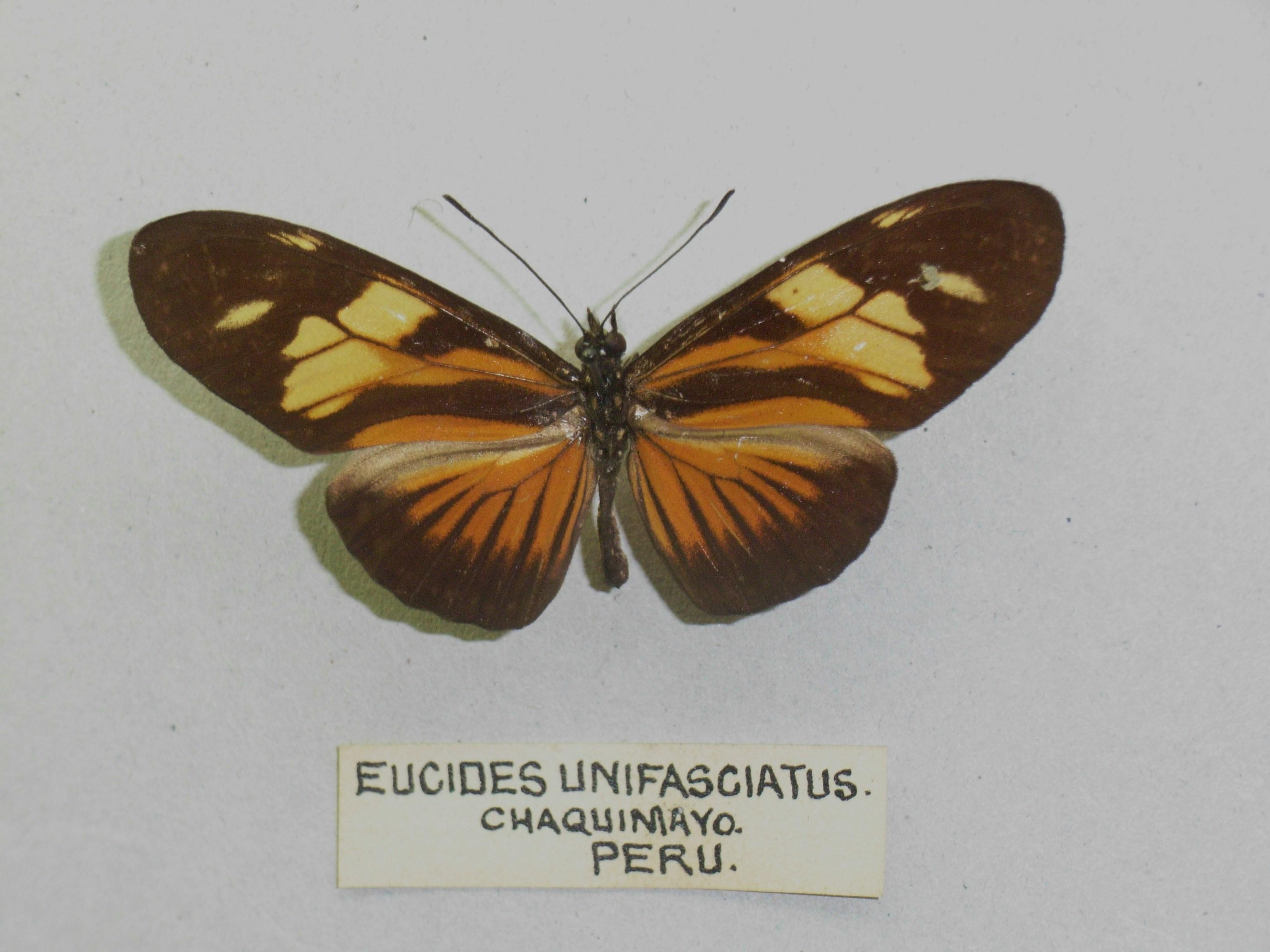
Eueides vibilia

### Source
- funet